# Oregon Route 528
Az Oregon Route 528 (OR-528) egy oregoni állami országút, amely észak–déli irányban Springfielden belül, a 126-os út és annak elkerülője között halad.
A szakasz Springfield Highway No. 228 néven is ismert.

## Leírás
A kétszer kétsávos szakasz az OR 126 elkerülőútjáról ágazik le. A pálya észak felé indul, majd az F Streetnél enyhén északnyugatra fordul, ezután keresztezi a Centennial Boulevardot, végül az Oregon Route 126 csomópontjához érkezik.